# Doom (computerspil fra 1993)
 For alternative betydninger, se Doom. (Se også artikler, som begynder med Doom)
Doom, udgivet af id Software i 1993, er et computerspil i førstepersonsperspektiv. Det engelske ord Doom betyder undergang.
Spilleren skal med våben besejre store grupper af djævelske skabninger på planeten Mars' måner Phobos og Deimos. Spillets vigtigste egenskab var den før i tiden avancerede 3-D-grafik, hvor spilleren så verden gennem figurens øjne (førstepersonsperspektiv) og skulle sigte på monstrene for derefter at skyde dem. Doom var dog ikke det første spil, der fungerede sådan, Catacomb 3D og Wolfenstein 3D kom før, men det var først i Doom, at teknologien kom til sin ret. Blandt andet kom der nye lys/mørke-effekter, Foruden at Doom var den første rigtige storsælger i sin genre, gav multiplayer-delen Doom opmærksomhed og gjorde Doom til forgængeren til en hel del online-spil. Ordet deathmatch blev opfundet af John Romero til at beskrive Dooms spiller-mod-spiller multiplayertype.
Spillets musik blev lavet af Bobby Prince, som ville lave et hård-rock-soundtrack med datidens lydchips begrænsninger. Han er senere blevet anklaget for blot at have kopieret bl.a. Metallica.
I 1997 frigav id Software kildekoden til Id Tech 1 (Dooms motor), hvilket har ført til mange udgaver til andre operativ systemer og forbedrede versioner. Dog blev wad-filen som indeholder baner, sprites og musik ikke frigivet. Der findes dog en fri klon af disse ved navn Freedoom.

## Efterfølgere
Doom etablerede First Person Shooter-genren i brede kommercielle sammenhænge og var en stor succes. Efterfølgerne blev Doom II (1994), id Softwares Quake-serie, Doom 64 (1997) og senere Doom 3 (2004).
Spillets popularitet gjorde, at Doom praktisk talt blev synonym med hele genren, som blev kaldt "Doom-kloner". Senere erstattedes udtrykket med First Person Shooter.[kilde mangler]

## Film
Doom udkom i 2005 som film.

Filmen er instrueret af Andrzej Bartkowiak, der bland andet også er kendt for andre film som; Thirteen Days og Speed I.

Filmen er i store træk inspireret af den verden Doom tager sit udgangspunkt i. Den har ikke kopieret handlingen og monstrene kommer ikke fra helvede som de gør i spillet.

Sidst i filmen er der en ca. 5 min. passage, hvor filmen foregår i førstepersonsperspektiv.